# The Picayune Creole Cook Book
The Picayune Creole Cook Book, bis zur vierten Auflage noch The Picayune’s Creole Cook Book, ist ein Kochbuch der kreolischen und Cajun-Küche, das zwischen 1900 und 1985 in insgesamt 17 Auflagen erschien. Es wurde von der Tageszeitung The Times-Picayune aus New Orleans herausgegeben, während die Autoren anonym blieben.
Das Buch ist ein Klassiker der kreolischen Küche und gilt in vielen Bereichen als Autorität für die kreolische Küche. Neben den 17 Neuauflagen erschienen zahlreiche Faksimiles. Dabei wird insbesondere die erweiterte zweite Auflage mit 446 Seiten in kleiner Schrift von 1901 als Grundlage herangezogen. Die erste Auflage enthielt Rezepte für 76 Saucen, von denen einige immer noch von bekannten Restaurants in der Stadt wie Antoine's und Arnaud's genutzt werden.
Erste Autorin war Marie Louise Points, obwohl auch Lafcadio Hearn oft als erster Autor genannt wird. In der ersten Auflage bezog sich das Buch auf die Küchenkunst der „kreolischen Negerköche, die sorgfältig angelernt und angewiesen von ihren weißen Herrinnen, seit 200 Jahre kochen.“ Dem Vorwort zufolge fürchteten die Herausgeber, dass die Folgen des Sezessionskriegs, die Emanzipation der Schwarzen, die klassische Küche in New Orleans zum Verschwinden bringen würden.
In seinen verschiedenen Auflagen betont das Buch meist die französische Herkunft der Rezepte, zeitweise auch die afrikanische. Einzelne Ausgaben stellen insbesondere die Rolle der Hausfrau und die ihrer afroamerikanischen Angestellten heraus, teilweise wendet es sich auch explizit an professionelle Köche.
Bis zur fünften Auflage enthielt das Kochbuch auch Rezepte für Getränke auf der Basis von Absinth oder Wermut. Mit der Prohibition verschwanden diese Rezepte, nach dem Zweiten Weltkrieg wurden die Alkoholika wieder aufgenommen.